# 南海20000系電車
南海20000系電車（なんかい20000けいでんしゃ）は、南海電気鉄道高野線の特急「こうや号」（現・「こうや」）用に在籍していた専用車両。
「ズームカー」こと21001系の特急版ということで｢デラックスズームカー｣と呼ばれた。

## 概要

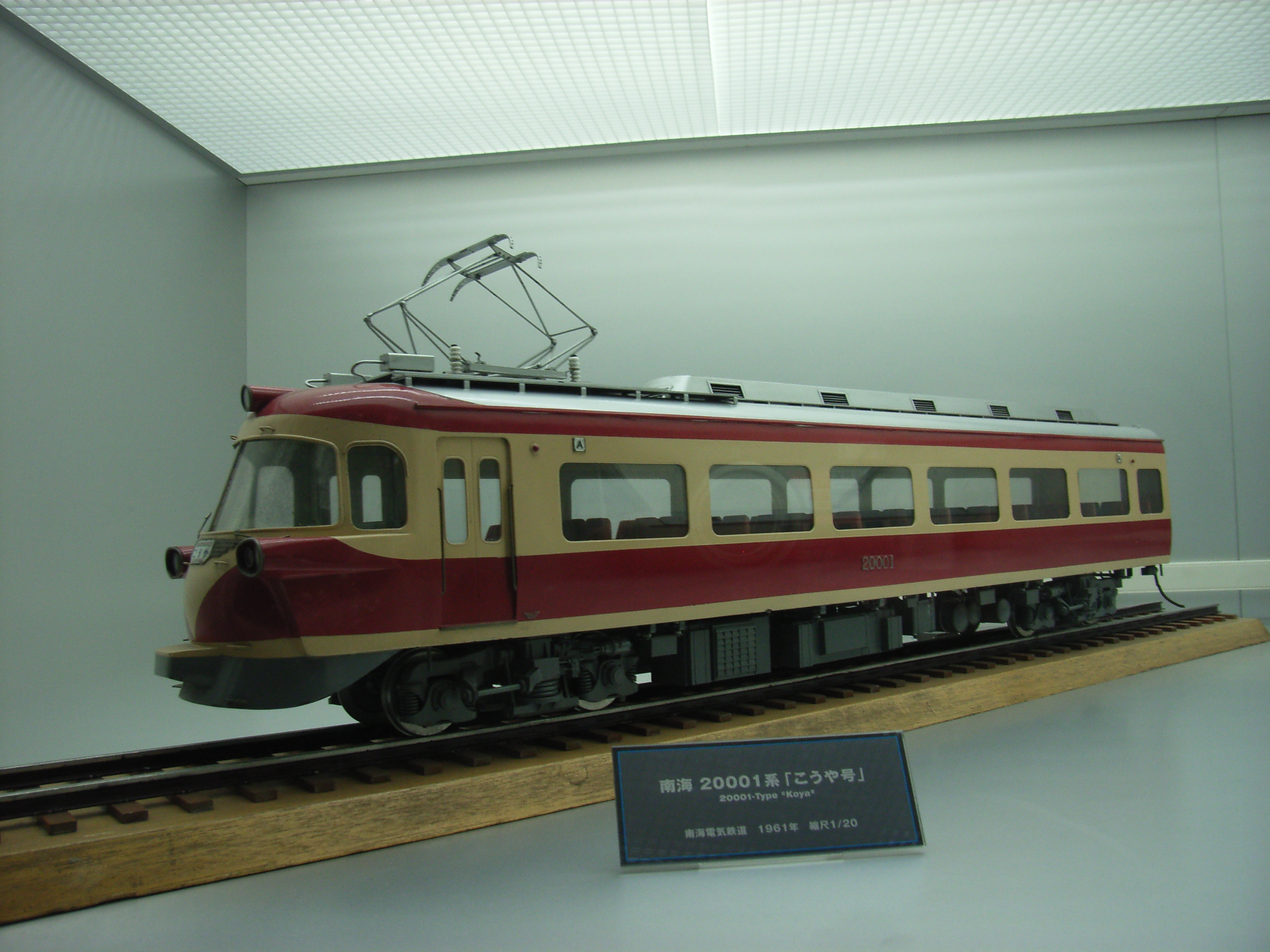
旧交通科学博物館に展示されていた1/20の模型

南海高野線では、1952年より1251形・クハ1900号を使って特急「こうや号」の運行が開始された。しかし、1958年に21001系ズームカーが登場すると性能的に見劣りがするようになったため、21001系をベースにサービス設備面をグレードアップした特急専用車両を製作することになり、1961年に堺の帝国車両で製造された。
編成は難波寄りからモハ20001（A号車）-モハ20100（B号車）-サハ20801（C号車）-モハ20002（D号車）で、機器の基本設計は21001系に準じるが、全電動車方式であった21001系に対し、本系列は冷房電源を供給する大容量電動発電機とトイレ・洗面所用水タンクの装備スペースを床下に確保するため、1両は付随車となっている。それでも定員乗車が原則の有料座席指定特急でのみ運用されたため、山岳区間での運行には全く支障がなかった。

## 車体
新造当時一般的な普通鋼による準張殻構造の17m級車体を備える。
窓配置は20001・20002が運転台寄りから1D61、20100が1D61、20801がd15D1（d：業務用扉、D：客用扉）で、シートピッチに合わせて幅1,750mm×高さ800mmの大形複層ガラスを客用窓とした。なお、各車共に2枚折戸による客用扉が設けられた側と反対側車端部に約半分の幅の側窓が設けられているが、これは非常時の脱出用や冷房故障時等の換気用を兼ねた下降窓とされていた。両先頭車運転台横にも、曲角の下降窓があったが、これは運転開始の時点では一部に通票閉塞の区間が残っていたためである。20801には難波寄りに業務用扉（非常用を兼ねる）が設けられているが、これはこの位置に車内販売などを行うサービスコーナーが設けられており、その資材出し入れのために用意されたものであった。また塗装はクリームイエローとワインレッドのツートンカラーという独自の物が採用された。
エクステリアデザインは、スイス連邦鉄道（SBB、スイス国鉄）のTEE用電車であるRAe TEEII形電車を意識してデザインされたと伝えられ、左右の腰部に各1灯、屋根中央部に1灯の合計3つのシールドビームが設けられた前照灯の配置や、乗務員扉を持たない流線型の前頭部の造形、それに塗色などにその影響が認められる。その独特で複雑な造形の流線型前頭部は全て熟練職人の手による叩き出しで仕上げられており、国鉄80系電車の製造でも抜群の仕上がりの良さを賞賛された、帝国車両の車体製造技術の粋を集めた作品であった。
インテリアデザインは、髙島屋が担当し、光天井方式と南海伝統の読書灯を併用する落ち着いた中に高級感のある優れた意匠とされ、座席は当時の国鉄の一等車並みのリクライニングシートを採用、シートピッチは1050mmである。また、通路の扉はオレンジがかった色味の透明アクリル製マジックドア（自動扉）が採用されていた。

## 主要機器

### 電装品
21001系と共通の東洋電機製造製TDK-820-B（端子電圧300V時定格出力70kW 265A/1,300rpm/4,500rpm）を装備し、駆動装置も同じく東洋電機製造が開発した中空軸平行カルダン駆動方式、制御器についても当初は東洋電機製造ACD-10を採用した。ただし、特急用ゆえに平坦線での高速走行性能が重視され、最大弱め界磁率は21001系の25%から22%に引き上げられていた。性能は加速度3.0km/h/s、減速度3.5km/h/s　釣合速度は100km/hである。100km/hを超えると自動的に強界磁段68％にノッチが入り、電動機の許容回転数を越えないような機構も備えている。
また、集電装置は通常の菱形パンタグラフが20001・20002の運転台寄りと20100の難波寄りに設けられていた。

### 台車
21001系の住友金属工業 FS-317Aをベースに、枕ばねをエリゴ形空気ばねに置き換えた、住友金属工業FS-338一体鋳鋼ウィングばね台車を装着する。この台車はベローズ式の空気ばねを挟んで上下2つの揺れ枕を備え、ボルスタアンカーが上揺れ枕と台車側枠を連結する、第一世代の空気ばね台車であるが、一体鋳鋼製側枠ゆえの高剛性と高野線の軌道条件に合わせて入念に調整されたばね定数設定により、特急車に相応しい乗り心地を実現していた。

### ブレーキ
発電ブレーキと空気ブレーキの同期動作を行う三菱電機HSC-D発電制動併用電磁直通ブレーキが採用されており、発電制動は同時代の21001系と同じ制御段数となっていた。

### 冷房装置
冷凍能力4,000kcal/hの東芝製分散式冷房装置が各車5基ずつ搭載されており（分散式ではあるが、キセは連続形になっていた）、これに給電する電源として、20801の床下に大容量電動発電機が装架されていた。

## 運用
本系列は十分に吟味した材料や部品を使用し、製造コストが高騰したこともあって僅かに4連1編成が製造されたに留まった。このため、閑散期である冬季は定期検査を行う必要から全列車運休となっていた。冬期以外でも臨時検査時には運休となり、代走及び夏期などの多客時の増発として21001系クロスシート車による「臨時こうや号」が運転されるケースがしばしばあった。
1973年10月7日の高野線昇圧時には、それに先立つ9月末で同年内の営業運転を終了、冬期検査と併せた改造工事が実施された。奇数M車構成であったため、1C8M制御方式のMM'構成として改造された21001系とは異なり単車昇圧が実施され、主電動機（TDK-820-D）や主制御器といった主要機器を1,500V専用で製作された新品と交換した。
1977年に高野山で行われた全国植樹祭では、国鉄和歌山線との接続駅である橋本駅 - 極楽橋駅間で昭和天皇のお召し列車としての役割を担った。
1983年の弘法大師ご入定1150年御遠忌に伴う輸送力増強が計画された際には、新造から四半世紀が近づき老朽化が目立ち始めたことから、当初本系列に更新工事を実施して延命することが検討された。だが、最終的には輸送力増強のために本系列代替を目的とした後継車として30000系2編成の新造が決定された。
30000系の竣工後、本系列は定期運用を同系列に譲り、御遠忌のスケジュールにあわせて随時運行された「臨時こうや号」として使用された。1984年9月15日・16日にさよなら運転が行われ、翌日の17日付で休車となり、1985年1月に廃車された。
廃車後中間車2両は解体されたが、先頭車2両はみさき公園内で静態保存された。車内の座席を撤去し、当初は「南海の歩み記念史列車館」として、南海ホークス（現：福岡ソフトバンクホークス）のダイエーへの売却後は「ホークス記念館」として使用されたが、露天での保存で車体の傷みが進行したこともあり、1994年に解体された。先頭車前面の愛称板部分が愛好家の手によって残され、2009年に天理参考館へ収蔵されている。